# آتش افروز رومی

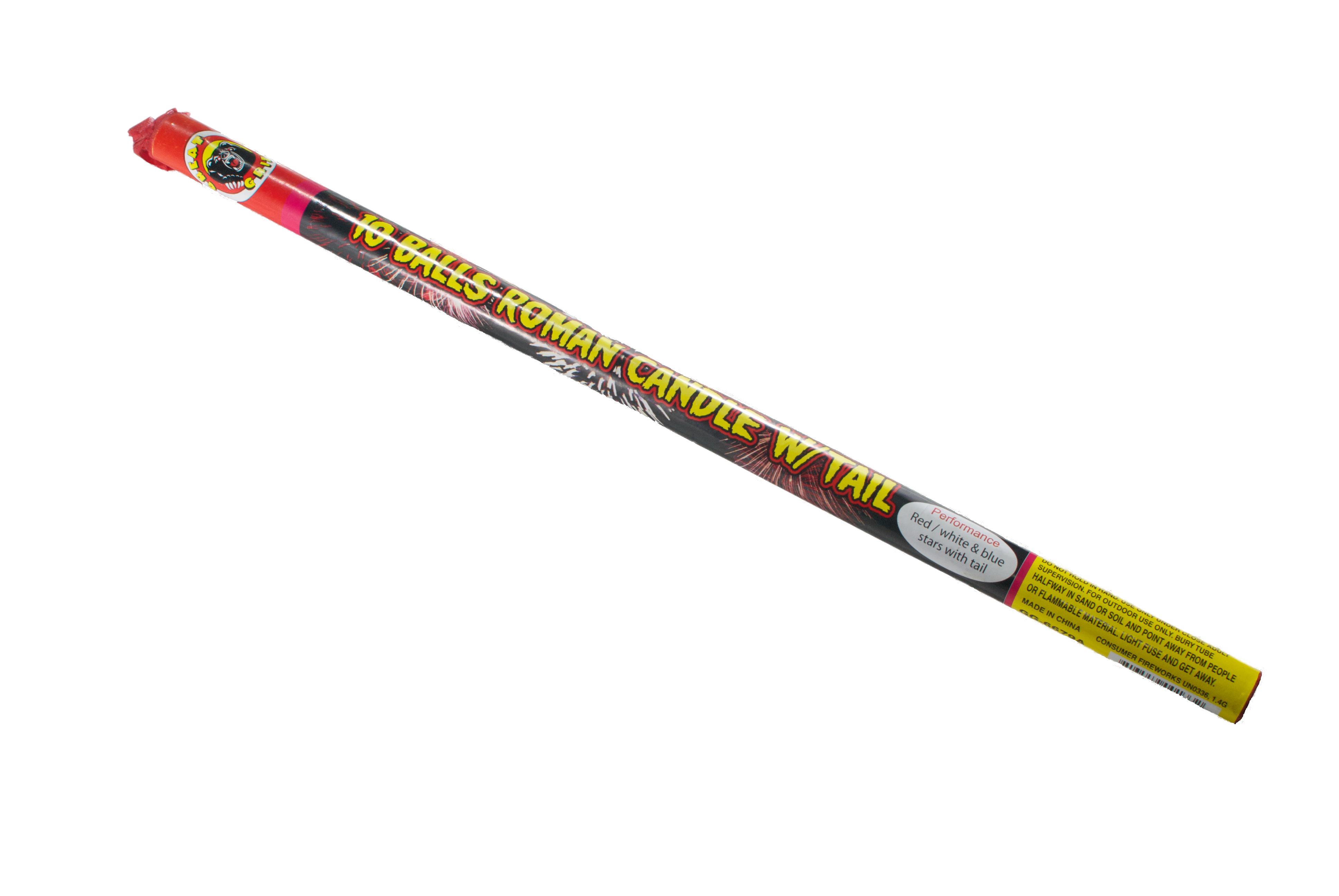
آتش‌افروز رومی

ساختار شماتیک یک آتش‌افروز رومی (به زبان آلمانی)

آتش‌افروز رومی (در سوئیس شمع رومی نام دارد) یک ابزار آتش‌بازی کلاسیک است. آتش‌افروز رومی چندین شعله توپی‌شکل با رنگ‌های متفاوت را پشت سر هم، از لوله شلیک می‌کند. به‌دلیل پشت سر هم انباشته شدن مواد آتش‌زا در لوله به‌صورت پی‌درپی از بالا به پایین می‌سوزند و به‌ترتیب و پشت سر هم شعله‌های توپی از آن خارج می‌شود. 
اگر به جای مواد آتش‌بازی که شعله‌های توپی را ایجاد می‌کند بمب‌های کوچک منفجره بارگذاری شود، لوله بمبی نامیده خواهد شد. 
در برخی از کشورها، مانند فنلاند و هلند، آتش‌افروزهای رومی به‌دلیل خطرات آن ممنوع است. 